# Siikalatva
Siikalatva è un comune finlandese di 5029 abitanti, situato nella regione dell'Ostrobotnia Settentrionale.
È stato istituito nel 2009 dalla fusione degli ex comuni di Kestilä, Piippola, Pulkkila e Rantsila.